# Comuna de Zakrzew
Zakrzew (polaco: Gmina Zakrzew) é uma gminy (comuna) na Polónia, na voivodia de Lublin e no condado de Lubelski. A sede do condado é a cidade de Zakrzew.
De acordo com os censos de 2004, a comuna tem 3297 habitantes, com uma densidade 43,7 hab/km².

## Área
Estende-se por uma área de 75,38 km², incluindo:
- área agrícola: 81%
- área florestal: 13%

## Demografia
Dados de 30 de Junho 2004:
|                      | Total   | Total | Mulheres | Mulheres | Homens  | Homens |
| -------------------- | ------- | ----- | -------- | -------- | ------- | ------ |
|                      | pessoas | %     | pessoas  | %        | pessoas | %      |
| População            | 3297    | 100   | 1690     | 51,3     | 1607    | 48,7   |
| Densidade (pop./km²) | 43,7    | 100   | 22,4     | 22,4     | 21,3    | 21,3   |

De acordo com dados de 2002, o rendimento médio per capita ascendia a 991,99 zł.

## Subdivisões
- Annów, Baraki, Boża Wola, Dębina, Karolin, Majdan Starowiejski, Nikodemów, Ponikwy, Szklarnia, Targowisko, Targowisko-Kolonia, Tarnawka Pierwsza, Tarnawka Druga, Wólka Ponikiewska, Zakrzew, Zakrzew-Kolonia.

## Comunas vizinhas
- Batorz, Bychawa, Chrzanów, Godziszów, Wysokie, Zakrzówek